# Kunsten at græde i kor
Kunsten at græde i kor é um filme de drama dinamarquês de 2006 dirigido e escrito por Peter Schønau Fog. Foi selecionado como representante da Dinamarca à edição do Oscar 2007, organizada pela Academia de Artes e Ciências Cinematográficas. Este filme foi baseado no romance autobiográfico do dramaturgo dinamarquês Erling Jepsen

## Elenco
- Jannik Lorenzen ... Allan
- Jesper Asholt ... pai
- Hanne Hedelund ... mãe
- Julie Kolbech ... Sanne
- Thomas Knuth-Winterfeldt ... 	Asger
- Rita Angela ... avó
- Gitte Siem ...  Didde
- Lene Tiemroth ... psiquiatra
- Bjarne Henriksen ... Budde
- Sune Thomsen ... Per
- Hans Henrik Voetmann ... Dr. Madsen
- Laura Kamis Wrang ... Mrs. Budde
- Camilla Metelmann